# Greenwood City
Greenwood City er en spøgelsesby i Mohave County i delstaten Arizona, USA.
Greenwood City, som ligger tæt ved Signal, var hjemstedet for kværnmøllen, som bearbejdede guldåren fra McCracken-minen. Den havde aldrig sit eget postkontor så indbyggerne investerede over 1.000 dollars hvert år af deres egne penge for at posten kunne bringes ud til dem. På et tidspunkt havde Greenwood City over 400 indbyggere. I 1878 blev der bygget kværnmølle i Virginia City for at bearbejde guldåren fra McCracken-minen og kværnmøllen ved Greenwood City blev overflødig.